# Tournoi de Bucarest
Le tournoi de Bucarest est une compétition de judo organisée tous les ans à Bucarest en Roumanie par l'EJU (European Judo Union) faisant partie de la Coupe du monde de judo masculine ou féminine en fonction des années. Elle se déroule fin mai ou début juin.
En 2015, le tournoi est organisé à Cluj-Napoca.

## Palmarès masculin
| Année           | -60 kg           | -66 kg             | -73 kg             | -81 kg                    | -90 kg           | -100 kg          | +100 kg             |
| World Cup       | World Cup        | World Cup          | World Cup          | World Cup                 | World Cup        | World Cup        | World Cup           |
| --------------- | ---------------- | ------------------ | ------------------ | ------------------------- | ---------------- | ---------------- | ------------------- |
| 2019            | Elios Manzi      | Biagio Stefanelli  | Leonardo Casaglia  | Vladimir Akhalkatsi       | Lasha Bekauri    | Onise Saneblidze | Guram Tushishvili   |
| 2017            | Daniel Ben David | Gevorg Khachatrian | Jeffrey Ruiz       | Joachim Bottieau          | Tural Safguliyev | Clément Delvert  | Daniel Natea        |
| 2015            | Bekir Ozlu       | Adrian Gomboc      | Igor Wandtke       | Ivan Felipe Silva Morales | Mihael Zgank     | Artem Bloshenko  | Onise Bughadze      |
| 2013            | Yanislav Gerchev | Tal Flicker        | Denis Iartcev      | Joachim Bottieau          | Murat Gasiev     | Dino Pfeiffer    | Robert Zimmermann   |
| 2011            | Betkil Shukvani  | Dan Fasie          | Rasul Boqiev       | Avtandil Tchrikishvili    | Zviadi Gogochuri | Lukáš Krpálek    | Barna Bor           |
| 2009            | Pavel Petrikov   | Pawel Zagrodnik    | Chol Su Kim        | Valeriu Duminica          | Elkhan Mammadov  | Lukáš Krpálek    | Walter Santos       |
| 2007            | Nestor Khergiani | Dex Elmont         | Vsevolods Zeļonijs | Siarhei Shundzikau        | Ilias Iliadis    | Askhab Kostoev   | Juri Rybak          |
| 2005            | João Cardoso     | Gabor Neu          | Anthony Fritsch    | Sandor Nagysolymosi       | Peter Cousins    | Amel Mekic       | Alexander Mikhailin |
| Super World Cup |                  |                    |                    |                           |                  |                  |                     |
| 2002            | Elchin Ismayilov | Mussa Nastuev      | Giuseppe Maddaloni | Alexei Budolin            | Zurab Zviadauri  | Nicolas Gill     | Alexander Mikhailin |

## Palmarès féminin
| Année           | -48 kg                | -52 kg               | -57 kg              | -63 kg              | -70 kg                   | -78 kg                | +78 kg                |
| World Cup       | World Cup             | World Cup            | World Cup           | World Cup           | World Cup                | World Cup             | World Cup             |
| --------------- | --------------------- | -------------------- | ------------------- | ------------------- | ------------------------ | --------------------- | --------------------- |
| 2019            | Francesca Milani      | Gultaj Mammadaliyeva | Gaëtane Deberdt     | Angelika Szymańska  | Alina Böhm               | Fanny-Estelle Posvite | Marine Erb            |
| 2017            | Monica Ungureanu      | Agata Perenc         | Priscilla Gneto     | Clarisse Agbegnenou | Marie-Eve Gahié          | Bernadette Graf       | Galyna Tarasova       |
| 2015            | Monica Ungureanu      | Andreea Chițu        | Amélie Guihur       | Juul Franssen       | Sanne Van Dijke          | Sama Hawa Camara      | Larisa Cerić          |
| 2012            | Amélie Rosseneu       | Andreea Chițu        | Automne Pavia       | Gemma Howell        | Lucie Décosse            | Audrey Tcheumeo       | Giovanna Blanco       |
| 2010            | Alina Dumitru         | Kum Ae An            | Corina Căprioriu    | Vlora Bedeti        | Mylène Chollet           | Abigel Joo            | Huanyuan Liu          |
| 2008            | Kristina Roumiantseva | Ana Carrascosa       | Telma Monteiro      | Tina Razinger       | Mihaela Androiaie        | Esther San Miguel     | Ekaterina Sheremetova |
| 2006            | Alina Dumitru         | Ioana Aluas-Dinea    | Ekaterina Melnikova | Zsuzsa Bejczi       | Andrea Pokorna-Pazoutova | Alena Eiglova         | Alina Lotorosanu      |
| Super World Cup |                       |                      |                     |                     |                          |                       |                       |
| 2002            | Frédérique Jossinet   | Raffaella Imbriani   | Isabel Fernandez    | Sara Álvarez        | Ylenia Scapin            | Jenny Karl            | Sandra Koeppen        |